# Born-Haberjev ciklus
Born-Haberjev ciklus je postopek za analiziranje reakcijskih energij. Ime je dobil po svojih avtorjih, znanstvenikih Maxu Bornu in Fritzu Haberju. 
Born-Haberjev ciklus obravnava tvorbo ionske spojine v reakciji med kovino, običajno iz 1. in 2. skupine elementov, in nekovino. Ciklus se je prvotno uporabljal predvsem kot orodje za izračunavanje mrežne entalpije ΔHm, katere se ne da izmeriti neposredno. 
Mrežna entalpija je sprememba entalpije, do katere pride pri tvorbi ionske spojine iz plinastih ionov. Nekateri kemiki jo definirajo v obratni smeri, se pravi kot energijo, ki je potrebna, da se ionska spojina uplini. Prva reakcija je vedno eksotermna, druga pa vedno endotermna. 
Born-Haberjev ciklus izračunava mrežno entalpijo s primerjavo standardne tvorbene entalpije ΔHt ionske spojine z entalpijo, ki je potrebna za tvorbo plinastih ionov iz elementov in je ena od aplikacij Hessovega zakona. 
Ugotavljanje energije, ki je potrebna za pretvorbo kovine v plinaste ione, je zelo zapleteno, ker je treba kovino najpreh upariti in nato uplinjene atome ionizirati. Če je element v normalnem stanju molekula, je treba upoštevati tudi disociacijsko entalpijo (vezno energijo) vezi. Energija, ki je potrebna za odcepitev elektronov in nastanek kationa, je ionizacijska energija. Entalpija, ki je potrebna za pripojitev elektronov in nastanek aniona je elektronska afiniteta.

## Primer: tvorba litijevega fluorida
Tvorbena entalpija litijevega fluorida iz atomarnega litija in fluora je sestavljena iz petih energij:
1. atomizacijska entalpija litija:
Li(s) + ½F2(g) → Li(g) + ½F2(g)
2. ionizacijska entalpija litija:
Li(g) + ½F2(g) → Li+(g) + ½F2(g) + e-
3. atomizacijska entalpija fluora:
Li+(g) + ½F2(g) + e- → Li+(g) + F(g) + e-
4. elektronska afiniteta fluora:
Li+(g) + F(g) + e- → Li+(g) + F-(g)
5. mrežna entalpija:
Li+(g) + F-(g) → LiF(s)
Vsota energij vseh korakov procesa je enaka tvorbeni entalpiji litijevega klorida:
ΔHt(LiCl) = ΔHi(Li) + ½ ΔHd(F2) + Ei(Li) – Eea(F) – ΔHm
pri čemer je
ΔHi(Li) = izparilna entalpija kovinskega litija
ΔHd(F2) = vezna entalpija fluora
Ei(Li) = ionizacijska energija litija
Eea(F) = elektronska afiniteta fluora
ΔHm = mrežna entalpija
Izračun ni uporaben samo za litij in fluor, ampak za katerokoli kovino in nekovino. 
Tvorbeno entalpijo in prve štiri od petih energij se lahko določi eksperimentalno, mrežne entalpije pa ne. Mrežno entalpijo se lahko izračuna tako, da se od tvorbene entalpije odštejejo ostale štiri energije Born-Haberjevega cikla.